# Teddy Geiger
Teddy Geiger (16 de septiembre de 1988) es una cantante y actriz estadounidense. Conocida además por tocar la guitarra, bajo, piano, batería y trombón.

## Primeros años y educación
Teddy Geiger escribió su primera canción a la edad de 10 años. Asistió a la McQuaid Jesuit High School hasta su tercer año de secundaria, después de lo cual se trasladó a Pittsford Sutherland High School y se graduó a través de un programa de tutoría con la clase de 2006. 

## Carrera
Su primer grupo fue formado en 2005 bajo el nombre de "Faction". Este grupo tocó en muchos espectáculos en diversas salas en Rochester, Nueva York, ganando la batalla de los grupos en la calle Water Music Hall. El grupo estaba encabezado por letras de canciones de Geiger, voz, guitarra y teclado. Otros miembros incluían al baterista Ben Harmon, el guitarrista John Ryan, y el bajista Daniel Beale. Se separaron a principios de 2005, tras la firma de Geiger con Columbia Records.
Teddy Geiger primero fue visto en los medios de comunicación nacionales como el finalista en VH1 de En busca de la Familia Patridge (In Search of the Patridge Family), Geiger se fue de gira con Hilary Duff, y actuó en el acto de apertura en el verano de 2005 en Most Wanted Tour. Su primer sencillo, For You I Will (Confidence), recibió críticas positivas, como "dulcemente romántico" y dice que contiene "letras sofisticadas". Su álbum debut, Underage Thinking, fue puesto en venta el 21 de marzo de 2006, y alcanzó el número ocho en los Estados Unidos Billboard 2006. Geiger tuvo un pequeño papel en la serie de televisión de corta duración Love Monkey, que originalmente fue presentada en la CBS y más tarde fue trasladado a VH1. Hizo el papel del músico Wayne Jensen, protagonizado junto a Tom Cavanagh y Jason Priestley. Su canción For You I Will (Confidence) se presentó como el tema de la serie en los últimos episodios.
Su primer sencillo For You I Will fue  nominado  para Best Love Song en los Teen Choice Awards en 2006. Ya ha publicado un segundo sencillo, These Walls, que más tarde fue lanzado como un video musical. En julio de 2006, se anunció que saldría Geiger en la portada de Seventeen Magazine en el otoño. A principios de octubre, Teddy se convirtió en el primer varón en la portada de la revista en cinco años.
Su álbum debut Underage Thinking ganó el premio a 'Mejor Álbum del Año' en la asamblea anual MusiqTone MusiqAwards. Fue nominado para el Nuevo Artista del Año, pero perdió ante Panic! at the Disco. Geiger recibió también una marca de AVMA Spankin Nuevo Artista en 2007. Protagonizó la película The Rocker que protagoniza con actores como Emma Stone, Christina Applegate, Josh Gad y Rainn Wilson. La película se estrenó el 20 de agosto de 2008.
Geiger ha terminado su próximo álbum, The March, y anunció 33 nuevas canciones para que los fanes pudieran elegir para crear el álbum. Sobre la base de las puntuaciones individuales, el número de reproducciones, y el número de compras, se determinaron las 11 canciones para completar el álbum oficial de libertad.

## Vida personal
Teddy Geiger tiene una hermana más joven, Rachel Geiger, y un hermano menor, AJ Geiger. En el 2017 Geiger anunció que era transgénero, y que estaría comenzando su transición.
Estuvo comprometida con la actriz canadiense Emily Hampshire, pero terminaron su compromiso en junio de 2019, después de siete meses.

## Apariciones en diferentes álbumes
- 2006 "Gentelmen"- Aquamarine banda sonora
- 2006 "You'll Be in my heart"- DisneyMania 4
- 2006 "For You I Will"- Now That's What I Call Music! 22
- 2006 "These Walls" -Now That's What I Call Music! 23
- 2009 "March"

## Apariciones en televisión y cine
| Año                     | Show                                                                                 |
| ----------------------- | ------------------------------------------------------------------------------------ |
| 2004                    | VH1's In Search of the Partridge Family Serie de TV.... Finalista de Keith Partridge |
| 2005                    | Miss Seventeen                                                                       |
| 2006                    | Beautiful People Final de la temporada 1                                             |
| 2006                    | Love Monkey                                                                          |
| 23 de marzo de 2006     | Good Morning America, Total Request Live, Show con David Letterman                   |
| 21 de abril de 2006     | The Ellen DeGeneres Show                                                             |
| 15 de mayo de 2006      | Punk'd                                                                               |
| 20 de junio de 2006     | Rove Live                                                                            |
| 22 de junio de 2006     | The AFL Footy Show                                                                   |
| 20 de julio de 2006     | America's Got Talent                                                                 |
| 7 de septiembre de 2006 | Total Request Live                                                                   |
| Febrero 10-11, 2007     | Video Hits First                                                                     |
| 24 de febrero de 2007   | Los 20 Chicos más Calientes de MuchMusic                                             |
| 22 de abril de 2007     | MTV Cribs                                                                            |
| 29 de abril de 2007     | Australia Video Music Awards 2007                                                    |
| 24 de julio de 2008     | Total Request Live                                                                   |
| 20 de agosto de 2008    | Un rockero de pelotas                                                                |